# فلونیترازولام
فلونیترازولام (انگلیسی: Flunitrazolam) یک تریازولوبنزودیازپین (TBZD) و از مشتقات بنزودیازپین (BZD) است که به‌عنوان داروی طراح به‌صورت آنلاین به فروش می‌رسد و یک داروی خواب‌آور و آرام‌بخش قوی شبیه به ترکیبات مرتبط مانند فلونیترازپام و کلونازولام است. این آنالوگ تری آزول فلونیترازپام است.